# Кровавый гимн
«Крова́вый гимн» (англ. Blood Canticle) — десятый роман из серии «Вампирские хроники» американской писательницы Энн Райс.

## Сюжет
События «Кровавого гимна» происходят в Новом Орлеане и рассказываются от имени вампира Лестата де Лионкура. Повествование начинается на ферме Блэквудов, где живут Лестат и его друг Тарквинн, также вампир. К ним приезжает ведьма из клана Мэйфейр по имени Мона, возлюбленная Квинна, желающая увидеть последнего, перед тем как умереть от загадочной болезни, вызванной рождением ребёнка-мутанта, Морриган. Лестат, желая спасти Мону, превращает её в вампира.
Лестат пытается скрыть превращение Моны от её сестры Роуан Мэйфейр и мужа Роуан Майкла. Однако позже супружеская пара узнаёт правду; спустя некоторое время Лестат понимает, что влюбился в Роуан. Она отвечает ему взаимностью. Тем не менее, Лионкур решает уехать с Моной и Квинном, надеясь найти Морриган и других таких же мутантов, «Талтосов».
Они приезжают в отдалённый остров, где живут Талтосы, но вместо ожидаемого тихого местечка вампиры находят поле боя, где Талтосы уже много лет ведут междоусобные войны. Вампиры отвозят выживших мутантов в Медицинский центр Мэйфейров, которым владеет Роуан. После этого Мона и Квинн уезжают с Хайманом, чтобы жить с древнейшими вампирами, Маарет и Мекаре. К Лестату же приходит Роуан и просит сделать её вампиром. Он отказывается.

## Отзывы
Бен Сесарио, критик «The New York Times», описал книгу как «чересчур мелодраматичную» и отметил, что её конец неоригинален. Еженедельник «Entertainment Weekly» оценил роман на 4 и раскритиковал скучный сюжет, а также неестественную «идеальность» главного героя. На сайте Amazon.com книга имеет рейтинг три из пяти возможных, однако Энн Райс, по её собственному признанию, шокировало количество отрицательных отзывов.

## Продолжение
В своих интервью Энн Райс много раз заявляла, что «Кровавый гимн» будет последним романом в сериях книг «Вампирские хроники» и «Мэйфейрские ведьмы» . Писательница объясняет, что это связано с тем, что она стала проповедовать католицизм и более не хочет писать про таких «безбожных созданий» как вампиры и ведьмы.
Да, „Хроник“ больше нет. Слава Богу!Энн Райс
Тем не менее, спустя одиннадцать лет после этого Райс выпустила следующую книгу серии «Принц Лестат».